# Regering-Leburton
De regering-Leburton (26 januari 1973 - 25 april 1974) was een Belgische regering. Het was een coalitie tussen de CVP/PSC (67 zetels), de BSP/PSB (61 zetels) en de PVV/PLPW (34 zetels).
De regering volgde de regering-G. Eyskens V op na het ontslag van premier Gaston Eyskens omdat er geen overeenstemming kon worden gevonden over het statuut van de zes Voergemeenten. In november 1973 werd de regering herschikt, waarbij het aantal staatssecretarissen van 14 naar 6 werd gebracht. Maar enkele maanden later diende premier Edmond Leburton zijn ontslag in en werd opgevolgd door de regering-Tindemans I. Dit was trouwens de laatste regering van België met een Waalse premier aan het hoofd tot 2011 met de inhuldiging van de regering-Di Rupo.

## Ibramco-affaire
De Ibramco-affaire was een Belgisch politiek schandaal dat in 1973 uitbrak en in 1974 de val van de regering veroorzaakte.
De zaak draaide rond de bouw van een Iraanse olieraffinaderij in België door het Belgische bedrijf Ibramco. De krant, De Standaard, bracht echter aan het licht, dat het akkoord buiten medeweten van de Belgische regering was gesloten en vooral de belangen van de Belgische Socialistische Partij diende. Bovendien was het akkoord erg vaag en kwam het project uiteindelijk nooit van de grond.
Premier Leburton, die eerder al had gedreigd af te treden als de raffinaderij er niet kwam, besloot op 19 januari 1974 ontslag te nemen. De regering kwam ten val, de Kamers werden ontbonden en er werden vervroegde verkiezingen uitgeschreven. Op 10 maart 1974 vonden deze vervroegde verkiezingen plaats en werd Leo Tindemans premier van België.

## Samenstelling
De regering bestond uit 22 ministers en 14 staatssecretarissen. De BSP/PSB had 10 ministers en 4 staatssecretarissen, CVP had 5 ministers en 4 staatssecretarissen, PSC had 3 ministers en 2 staatssecretarissen, PVV en PLPW hadden beide 2 ministers en 2 staatssecretarissen.
| Ambtsbekleder                                                                       | Ambtsbekleder                   | Ambtsbekleder                      | Functie en bevoegdheden                                                                 | Termijn                           | Partij                  |
| Kernkabinet                                                                         | Kernkabinet                     | Kernkabinet                        | Kernkabinet                                                                             | Kernkabinet                       | Kernkabinet             |
| ----------------------------------------------------------------------------------- | ------------------------------- | ---------------------------------- | --------------------------------------------------------------------------------------- | --------------------------------- | ----------------------- |
|                                                                                     |                                 | Edmond Leburton (1915-1997)        | Premier                                                                                 | 26 januari 1973 - 25 april 1974   | PSB                     |
|                                                                                     |                                 | Leo Tindemans (1922-2014)          | Vicepremier Begroting, belast met de Coördinatie van de Institutionele Hervormingen     | 26 januari 1973 - 25 april 1974   | CVP                     |
|                                                                                     |                                 | Willy De Clercq (1927-2011)        | Vicepremier Financiën                                                                   | 26 januari 1973 - 25 april 1974   | PVV                     |
| Ministers                                                                           |                                 |                                    |                                                                                         |                                   |                         |
|                                                                                     |                                 | Paul Vanden Boeynants (1919-2001)  | Landsverdediging                                                                        | 26 januari 1973 - 25 april 1974   | PSC                     |
|                                                                                     |                                 | Edward Anseele jr. (1902-1981)     | Verkeerswezen                                                                           | 26 januari 1973 - 23 oktober 1973 | BSP                     |
|                                                                                     |                                 | Renaat Van Elslande (1916-2000)    | Buitenlandse Zaken                                                                      | 26 januari 1973 - 25 april 1974   | CVP                     |
|                                                                                     |                                 | Jos De Saeger (1911-1998)          | Volksgezondheid en Leefmilieu                                                           | 26 januari 1973 - 25 april 1974   | CVP                     |
| Gezin                                                                               | 23 oktober 1973 - 25 april 1974 | Jos De Saeger (1911-1998)          |                                                                                         |                                   | CVP                     |
|                                                                                     |                                 | Herman Vanderpoorten (1922-1984)   | Justitie                                                                                | 26 januari 1973 - 25 april 1974   | PVV                     |
|                                                                                     |                                 | Michel Toussaint (1922-2007)       | Nationale Opvoeding                                                                     | 26 januari 1973 - 25 april 1974   | PLPW                    |
|                                                                                     |                                 | Charles Hanin (1914-2012)          | Wetenschapsbeleid                                                                       | 26 januari 1973 - 25 april 1974   | PSC                     |
| Oostkantons en Toerisme                                                             | 24 oktober 1973 - 25 april 1974 | Charles Hanin (1914-2012)          |                                                                                         |                                   | PSC                     |
|                                                                                     |                                 | Willy Claes (1938)                 | Economische Zaken                                                                       | 26 januari 1973 - 25 april 1974   | BSP                     |
|                                                                                     |                                 | Alfred Califice (1916-1999)        | Openbare Werken                                                                         | 26 januari 1973 - 25 april 1974   | PSC                     |
|                                                                                     |                                 | Frank Van Acker (1929-1992)        | Sociale Voorzorg                                                                        | 26 januari 1973 - 25 april 1974   | BSP                     |
|                                                                                     |                                 | Edouard Close (1929-2017)          | Binnenlandse Zaken                                                                      | 26 januari 1973 - 25 april 1974   | PSB                     |
|                                                                                     |                                 | Willy Calewaert (1916-1993)        | Nationale Opvoeding                                                                     | 26 januari 1973 - 25 april 1974   | BSP                     |
|                                                                                     |                                 | Guy Cudell (1917-1999)             | Brusselse Aangelegenheden                                                               | 26 januari 1973 - 25 april 1974   | PSB                     |
| Ontwikkelingssamenwerking                                                           | 23 oktober 1973 - 25 april 1974 | Guy Cudell (1917-1999)             |                                                                                         |                                   | PSB                     |
|                                                                                     |                                 | Albert Lavens (1920-1993)          | Landbouw                                                                                | 26 januari 1973 - 25 april 1974   | CVP                     |
|                                                                                     |                                 | Léon Hannotte (1922-1978)          | Middenstand                                                                             | 26 januari 1973 - 25 april 1974   | PLPW                    |
|                                                                                     |                                 | Pierre Falize (1927-1980)          | Franse Cultuur                                                                          | 26 januari 1973 - 25 april 1974   | PSB                     |
| Ruimtelijke Ordening en Huisvesting                                                 | 23 oktober 1973 - 25 april 1974 | Pierre Falize (1927-1980)          |                                                                                         |                                   | PSB                     |
|                                                                                     |                                 | Ernest Glinne (1931-2009)          | Tewerkstelling en Arbeid                                                                | 26 januari 1973 - 25 april 1974   | PSB                     |
|                                                                                     |                                 | Jean-Pierre Grafé (1932-2019)      | Waalse Aangelegenheden, toegevoegd aan de minister van Volksgezondheid en Leefmilieu    | 26 januari 1973 - 25 april 1974   | PSC                     |
|                                                                                     |                                 | Jos Chabert (1933-2014)            | Nederlandse Cultuur en Vlaamse Aangelegenheden                                          | 26 januari 1973 - 25 april 1974   | CVP                     |
|                                                                                     |                                 | Jef Ramaekers (1923-2004)          | Verkeerswezen en Havenbeleid                                                            | 23 oktober 1973 - 25 april 1974   | BSP                     |
|                                                                                     |                                 | Louis Olivier (1923-2015)          | Middenstand en Institutionele en Administratieve Hervormingen                           | 23 oktober 1973 - 25 april 1974   | PLPW                    |
| Staatssecretarissen                                                                 |                                 |                                    |                                                                                         |                                   |                         |
|                                                                                     |                                 | Hendrik Fayat (1908-1997)          | Havenbeleid, toegevoegd aan de minister van Openbare Werken                             | 26 januari 1973 - 23 oktober 1973 | extraparlementair (BSP) |
|                                                                                     |                                 | Placide De Paepe (1913-1989)       | Openbaar Ambt, toegevoegd aan de Eerste Minister                                        | 26 januari 1973 - 25 april 1974   | CVP                     |
|                                                                                     |                                 | Abel Dubois (1921-1989)            | Ruimtelijke Ordening en Openbare Werken, toegevoegd aan de minister van Openbare Werken | 26 januari 1973 - 5 juni 1973     | PSB                     |
|                                                                                     |                                 | Robert Urbain (1930-2018)          | Ruimtelijke Ordening en Openbare Werken, toegevoegd aan de minister van Openbare Werken | 5 juni 1973 - 23 oktober 1973     | PSB                     |
|                                                                                     |                                 | Luc Dhoore (1928-2021)             | Streekeconomie, toegevoegd aan de minister van Economische Zaken                        | 26 januari 1973 - 25 april 1974   | CVP                     |
| Ruimtelijke Ordening en Huisvesting, toegevoegd aan de minister van Openbare Werken | 23 oktober 1973 - 25 april 1974 | Luc Dhoore (1928-2021)             |                                                                                         |                                   | CVP                     |
|                                                                                     |                                 | Maria Verlackt-Gevaert (1916-1983) | Gezin, toegevoegd aan de minister van Volksgezondheid                                   | 26 januari 1973 - 23 oktober 1973 | CVP                     |
|                                                                                     |                                 | Marcel Vandewiele (1920-1999)      | Ruimtelijke Ordening en Huisvesting, toegevoegd aan de minister van Openbare Werken     | 26 januari 1973 - 23 oktober 1973 | CVP                     |
|                                                                                     |                                 | Irène Pétry (1922-2007)            | Ontwikkelingssamenwerking, toegevoegd aan de minister van Buitenlandse Zaken            | 26 januari 1973 - 23 oktober 1973 | extraparlementair (PSB) |
|                                                                                     |                                 | Antoine Humblet (1922-2011)        | Begroting, toegevoegd aan de minister van Begroting                                     | 26 januari 1973 - 25 april 1974   | PSC                     |
|                                                                                     |                                 | Jef Ramaekers (1923-2004)          | Institutionele en Administratieve Hervormingen, toegevoegd aan de Eerste Minister       | 26 januari 1973 - 23 oktober 1973 | BSP                     |
|                                                                                     |                                 | Elie Van Bogaert (1919-1993)       | Institutionele en Administratieve Hervormingen, toegevoegd aan de Eerste Minister       | 23 oktober 1973 - 25 april 1974   | BSP                     |
|                                                                                     |                                 | Louis Olivier (1923-2015)          | Institutionele en Administratieve Hervormingen, toegevoegd aan de Eerste Minister       | 26 januari 1973 - 23 oktober 1973 | PLPW                    |
|                                                                                     |                                 | Guillaume Schyns (1923-2001)       | Oostkantons en Toerisme, toegevoegd aan de Eerste Minister                              | 26 januari 1973 - 23 oktober 1973 | PSC                     |
|                                                                                     |                                 | Jos Daems (1926-1983)              | Posterijen, Telegrafie en Telefonie, toegevoegd aan de minister van Verkeerswezen       | 26 januari 1973 - 25 april 1974   | PVV                     |
| Buitenlandse Handel, toegevoegd aan de minister van Buitenlandse Zaken              | 23 oktober 1973 - 25 april 1974 | Jos Daems (1926-1983)              |                                                                                         |                                   | PVV                     |
|                                                                                     |                                 | André Kempinaire (1929-2012)       | Buitenlandse Handel, toegevoegd aan de minister van Buitenlandse Zaken                  | 26 januari 1973 - 23 oktober 1973 | PVV                     |
|                                                                                     |                                 | Jean Defraigne (1929-2016)         | Streekeconomie, toegevoegd aan de minister van Economische Zaken                        | 26 januari 1973 - 25 april 1974   | PLPW                    |

## Herschikkingen
- Op 5 juni 1973 nam staatssecretaris voor Ruimtelijke Ordening en Huisvesting Abel Dubois (PSB) ontslag naar aanleiding van het RTT-schandaal. Hij werd dezelfde dag nog opgevolgd door Robert Urbain (PSB).
- Op 23 november 1973 werd de regering herschikt:
  - Edward Anseele jr. (BSP) en Léon Hannotte (PLPW) namen om gezondheidsredenen ontslag als respectievelijk minister van Verkeerswezen en minister van Middenstand. Ze werden opgevolgd door Jef Ramaekers (BSP) en Louis Olivier (PLPW), tot dan toe allebei staatssecretaris voor Institutionele en Administratieve Hervormingen. Olivier behield zijn eerdere bevoegdheden, Ramaekers werd als staatssecretaris vervangen door Elie Van Bogaert (BSP).
  - Zeven staatssecretarissen dienden de regering verlaten en hun bevoegdheden werden overgenomen door zetelende ministers of staatssecretarissen:
    - Irène Pétry (PSB) moest Ontwikkelingssamenwerking afstaan aan Guy Cudell (PSB), minister van Brusselse Aangelegenheden.
    - Robert Urbain (PSB) stond zijn bevoegdheden Ruimtelijke Ordening en Huisvesting af aan zijn partijgenoot Pierre Falize, minister van Franse Cultuur.
    - Gezinsbeleid van Maria Verlackt-Gevaert (CVP) ging naar minister van Volksgezondheid en Leefmilieu Jos De Saeger (CVP).
    - Marcel Vandewiele (CVP) droeg zijn bevoegdheid Ruimtelijke Ordening en Huisvesting over aan zijn partijgenoot Luc Dhoore, staatssecretaris voor Streekeconomie.
    - Bij de PSC nam Guillaume Schyns ontslag als staatssecretaris voor de Oostkantons en Toerisme (pas uitgevoerd op 24 november, omdat Schyns op 23 november 1973 de openingsvergadering van de Cultuurraad voor de Duitse Cultuurgemeenschap moest voorzitten); diens bevoegdheden gingen over naar minister van Binnenlandse Zaken Charles Hanin.
    - Hendrik Fayat (BSP) stond Havenbeleid af aan nieuwbakken minister van Verkeerswezen Jef Ramaekers.
    - Buitenlandse Handel van André Kempinaire (PVV) werd toevertrouwd aan zijn partijgenoot Jos Daems, staatssecretaris voor Posterijen, Telegrafie en Telefonie.

  - Na de herschikking telde de regering nog 22 ministers en 6 staatssecretarissen.